# Claudio Cipriani
Claudio Cipriani (Genova, 25 maggio 1980) è un pilota motociclistico italiano.

## Carriera
Figlio del pluricampione italiano della montagna Pieraldo Cipriani, per quanto riguarda le competizioni del motomondiale, esordisce nella classe 125 nel 1998 a bordo di un'Aprilia, usufruendo di una wild card in occasione del GP d'Italia, classificandosi 15º al termine della gara e, grazie al punto conquistato, 32º al termine della stagione. Parallelamente al mondiale gareggia nell'europeo dove si classifica quattordicesimo.
L'anno successivo corre nuovamente il campionato Europeo Velocità nella classe 125 con una Aprilia, ottenendo otto punti e la ventesima posizione nella graduatoria piloti.
Nel 2000 corre una gara nel campionato europeo Superstock 1000 FIM con la Yamaha R1 del team GiMotorsport, portando a termine la corsa al diciannovesimo posto.
Si sposta nel campionato italiano velocità nel 2001, arrivando nono con 26 punti nella categoria Supersport, guidando una Yamaha.
Nel 2002 esordisce come pilota titolare in una competizione mondiale partecipando al campionato mondiale Supersport con una Yamaha YZF R6 del team GIMotorsport. Porta a termine sette delle otto gare a cui partecipa ma non ottiene nessun piazzamento tale da consentirgli di racimolare punti per la classifica piloti. Sempre in questa stagione corre il campionato Europeo Velocità ed il campionato italiano velocità sempre nella categoria Supersport.
Dal 2005 al 2006 corre il trofeo monomarca Yamaha R6 cup, mentre nel 2007 torna a competere nel campionato italiano Supersport classificandosi quindicesimo. Nel 2008 è ventesimo nel campionato italiano Superbike. Sempre in questi anni porta avanti l'attività del team di famiglia (chiamato appunto team Cipriani) insieme al padre.

## Risultati in gara

### Motomondiale
| 1998 | Classe | Moto    |  |  |  |    |  |  |  |  |  |  |  |  |  |  |  | Punti | Pos. |
| ---- | ------ | ------- |  |  |  | -- |  |  |  |  |  |  |  |  |  |  |  | ----- | ---- |
| 1998 | 125    | Aprilia |  |  |  | 15 |  |  |  |  |  |  |  |  |  |  |  | 1     | 32º  |

| Legenda | 1º posto        | 2º posto            | 3º posto            | A punti      | Senza punti        | Grassetto – Pole position Corsivo – Giro più veloce |
| Legenda | Gara non valida | Non qual./Non part. | Ritirato/Non class. | Squalificato | '-' Dato non disp. | Grassetto – Pole position Corsivo – Giro più veloce |

### Campionato mondiale Supersport
| 2002 | Moto   |  |  |  |  |     |    |    |    |    |    |    |    | Punti | Pos. |
| ---- | ------ |  |  |  |  | --- | -- | -- | -- | -- | -- | -- | -- | ----- | ---- |
| 2002 | Yamaha |  |  |  |  | Rit | 24 | 18 | 23 | 17 | 16 | 27 | 18 | 0     |      |

| Legenda | 1º posto        | 2º posto            | 3º posto           | A punti      | Senza punti        | Grassetto – Pole position Corsivo – Giro più veloce |
| Legenda | Gara non valida | Non qual./Non part. | Ritirato/Non class | Squalificato | '-' Dato non disp. | Grassetto – Pole position Corsivo – Giro più veloce |